# Gelosa
Gelosa è un singolo del produttore discografico italiano Finesse, pubblicato il 24 febbraio 2023.

## Descrizione
Il brano vede la partecipazione di tre rapper milanesi: Shiva, Sfera Ebbasta e Guè.

## Video musicale
Il video musicale, diretto da Davide de Meo e Peter Marvu, è stato pubblicato il 13 marzo 2023 sul canale YouTube del produttore.

## Tracce
1. Gelosa – 3:02

## Classifiche

### Classifiche settimanali
| Classifica (2023) | Posizione massima |
| ----------------- | ----------------- |
| Italia            | 4                 |

### Classifiche di fine anno
| Classifica (2023) | Posizione |
| ----------------- | --------- |
| Italia            | 4         |